# Leptocythere tenera
Leptocythere tenera är en kräftdjursart som först beskrevs av Brady 1868.  Leptocythere tenera ingår i släktet Leptocythere och familjen Leptocytheridae. Arten är reproducerande i Sverige. Inga underarter finns listade i Catalogue of Life.